# Ivan Galić
Ivan Galić (Slavonski Brod, 9 gennaio 1995) è un calciatore croato, attaccante del Granicar Slavonski Šamac.

## Carriera

### Club
Il 1º luglio 2017 viene acquistato a titolo definitivo dalla squadra croata del Cibalia.